# Sérénade de Bonis
La Sérénade, op. 46, est une œuvre de la compositrice Mel Bonis, datant de 1899.

## Composition
Mel Bonis compose sa Sérénade pour violon ou violoncelle avec accompagnement de piano. L'œuvre, dédiée à Mlle Marguerite Chaigneau, est publiée aux éditions Alphonse Leduc en 1899. Elle est rééditée en 2003 par les éditions Armiane.

## Analyse
La Sérénade fait partie des œuvres de caractère de la compositrice. 

## Sources
- Étienne Jardin, Mel Bonis (1858-1937) : parcours d'une compositrice de la Belle Époque, 2020 (ISBN 978-2-330-13313-9 et 2-330-13313-8, OCLC 1153996478, lire en ligne)